# 盖尔-沙普利算法
在数学、经济学和计算机科学领域，盖尔-沙普利算法（英語：Gale–Shapley algorithm，也作延迟接受算法、提议并拒绝算法、或波士顿·普尔算法）是用于求解稳定婚姻问题的算法。